# Mica
Mica ili Trlja je strateška igra za dva igrača. Njeni koreni potiču još iz Rimskog carstva.
U svetu je poznata pod raznim imenima: Mica, Mlin, Nine Men's Morris, Mill, Mills, Cowboy Checkers, Ninepenny Marl...
Predstavlja klasičan primer strateške igre gde svaki od igrača može da prinudi protivničkog igrača na nerešen ishod.
Veoma je popularna i u Indiji gde su njeni počeci zabeleženi još u IX veku PNE, što se vidi sa natpisa u kamenu iz Bhoga, Nandeeswara hrama u Karnataka gde je poznata kao Saalu Mane Ata, Jadpi Ata ili Char-Par.

## Cilj igre
Cilj igre je pobediti ili zarobiti protivničkog igrača.
- Pobeda

Pod pobedom se podrazumeva da protivnički igrač ostane sa manje od tri figure (pijuna, pasulja, kamenčića, glave, čoveka...). 
- Zarobljavanje

Pod zarobljavanjem se podrazumeva da protivnički igrač ne može da odigra potez (ne postoji slobodno mesto na koje može da pomeri svoju figuru.
- Nerešeno

Po dogovoru - kada oba igrača ostanu sa tri figure u fazi letenja.

## Pravila igre
Tabla se sastoji od mreže koja se seče u 24 tačke (kućice). Svaki igrač počinje igru sa devet figura (obično u beloj i crnoj boji).
Igrači pokušavaju da formiraju "micu"- tri figure u redu postavljene horizontalno ili vertikalno, što igraču dozvoljava da uzme jednu od protivničkih figura. Igrač pobeđuje kada protivnički igrač ostane sa manje od tri figure (ne može više da formira "micu") ili ne može da pomeri svoju figuru (ne postoji slobodno mesto za pomeranje figure). Kada oba igrača dođu do faze letenja (ostale su im samo po tri figure) običaj je da proglase partiju nerešenom. Ako igrači odluče da igraju "do kraja" takva igra može da potraje i nekoliko sati i čeka se protivnička "katastrofalna greška".

Igra se sastoji iz tri faze 

### Faza 1 - Postavljanje figura
Igra počinje sa praznom tablom. Svaki od igrača ima devet figura. Dogovorom se određuje ko prvi počinje. Naizmenično postavljaju svoje figure na tablu i pokušavaju da formiraju "micu" (tri figure postavljene horizontalno ili vertikalno u nizu)
Ako igrač napravi "micu" uzima jednu od protivničkih figura koje nisu u mici (potez u narodu poznatiji kao "udarac)(Udari te ja!!!), sem u slučaju kada protivnički igrač nema slobodnih figura, tada je dozvoljeno uzeti figuru iz protivničke mice (potez "u narodu" poznatiji kao "razbijanje")(Ala sam ga razbio!!!) Kada oba igrača postave svoje figure ulazimo u drugu fazu igre

### Faza 2 - Pomeranje figura
Igrači nastavljaju sa pomeranjem figura, pomeranjem istih do sledeće tačke (kućice), a sve u cilju sastavljanja "trike" i oduzimanja figure protivničkom igraču. Tačke (kućice) ne smeju da se preskaču. U ovoj fazi igrač može da formira jednu ili više "mica" i njihovim otvaranjem i zatvaranjem "izudara" protivnika. Kada jedan od igrača ostane sa tri figure počinje treća faza igre.

### Faza 3 - Letenje
U ovoj fazi igre igrač koji je ostao sa tri figure može da "skoči" na bilo koju tačku (kućicu) na tabli u pokušaju da protivničkog igrača spreči da formira "micu" i/ili pokuša da formira istu.
Pri formiranju "mice" igrač može da ukloni protivničku figuru sa table. Ne sme da uzme figuru iz protivničke "mice" ako na tabli ima figura koje nisu u istoj.
Kada oba igrača ostanu sa po tri figure (oba igrača su ušla u fazu letenja) običaj je da se igra proglasi nerešenom jer u slučaju da igrači nisu apsolutni početnici igra može da se protegne u nedogled.

## Strategija
U početku igre mnogo je važnije razmestiti svoje figure po tabli nego formirati "micu" ili locirati svoje figure u jednom delu table i rizikovati zarobljavanje.

## Varijante igre
Najpopularnija varijanta ove igre je varijanta sa devet figura. Klasična Mica ili jednostavno Mica.
Postoji i nekoliko drugih varijanti ove igre. 
- Varijanta sa tri figure

U ovoj varijanti igrači igraju sa po tri figure. Pravila su ista kao i kod mice sa devet figura. Isite mogu pomeriti na bilo koju tačku(kućicu) na tabli (kao u fazi letenja).

- Varijanta sa šest figura

U ovoj varijanti igrači igraju sa po šest figura. Pravila su ista kao i kod mice sa devet figura s razlikom što letenje nije dozvoljeno. Ova varijanta igre je bila veoma popularna u Italiji, Francuskoj i Engleskoj u Srednjem veku ali je do 1600. godine proglašena zastarelom.

- Varijanta sa dvanaest figura

https://upload.wikimedia.org/wikipedia/commons/8/8a/MICA_12.jpg
U ovoj varijanti igrači igraju sa po dvanaest figura. Pravila su ista kao i kod mice sa devet figura. Igra može da se završi još u fazi postavljanja figura (koliko kućica toliko i figura). Ako ni jedan od igrača ne može nakon faze postavljanja da pomeri svoje figure (ni jedan od igrača nije formirao "micu" i sa table nije uklonio protivničku figuru) igra se proglašava "nerešenom".
Ova varijanta igre je posebno popularna u Južnoj Africi gde je poznata kao Marabaraba i proglašena je sportom.
- Ređe varijante su:

1. Mica sa pet figura (igra se na tabli kao i mica sa šest figura)

Pravila su ista kao i kod mice sa devet figura.
1. Mica sa sedam figura (na tabli za micu sa šest figure se docrta krst u sredini)

Pravila su ista kao i kod mice sa devet figura.
1. Mica sa jedanaest figura (igra se na tabli kao i mica sa dvanaest figura)

Pravila su ista kao i kod mice sa devet figura.
1. Mica sa deset figura poznatija kao Lasker Morris. Ovu varijantu mice je kreirao Emanuel Lasker svetski prvak u šahu od 1894. do 1921. godine. Igra se na tabli kao i mica sa devet figura dok igrači u prvoj fazi igre mogu da biraju da li će postaviti ili pomeriti figuru na tabli. Ostala pravila su ista kao i kod mice sa devet figura. U ovoj varijanti igre nerešen rezultat je skoro nemoguć.[12]

## Literatura
- Wood, Clement; Goddard, Gloria (1940). The Complete Book of Games. Garden City, New York: Garden City Books. стр. 342–43.
- Hone, William (1826). The Every-Day Book. London: Hunt and Clarke. ASIN B0010SXPN0.

## Spoljašnje veze
- Igra Mice na sajtu Igrice Tigrice
- Pravila igre na sajtu Lukin portal
- Mice Da ne zaboravimo na sajtu Porodični kutak Архивирано на веб-сајту  (1. април 2018)
- Odigraj igru na sajtu Igrice